# Columbella fuscata
El caracol marino Columbella fuscata es una especie de gasterópodo marino perteneciente a la familia Columbellidae1. Habita en zonas del litoral rocoso. Es una de las especies usadas por los cangrejos ermitaños2.

## Clasificación y descripción
Concha de hasta 20 cm, de color marrón con puntos blancos distribuidos irregularmente. Justo por debajo de la sutura hay una banda de marcas blancas de forma triangular. La superficie es casi lisa, con finísimas estrías, cubierta con un periostraco delgado y lustroso. La abertura de la concha es estrecha y alargada con un labio externo relativamente grueso con dientes de tamaño ligeramente diferente, de color crema a blanco3.

## Distribución
La especie Columbella fuscata se distribuye desde Bahía Magdalena, Baja California, a lo largo del Golfo de California y al sur hasta Perú3.

## Hábitat
Habita en el intermareal rocoso3.

## Estado de Conservación
Hasta el momento en México no se encuentra en ninguna categoría de protección, ni en la Lista Roja de la IUCN (International Union for Conservation of Nature) ni en CITES (Convención sobre el Comercio Internacional de Especies Amenazadas de Fauna y Flora Silvestres).